# Bitwa o węzeł Rafah
Bitwa o węzeł Rafah – bitwa pomiędzy Siłami Obronnymi Izraela a Egipskimi Siłami Zbrojnymi, która miała miejsce 5 czerwca 1967 w trakcie wojny sześciodniowej.

## Tło historyczne
Wybuch wojny sześciodniowej był poprzedzony napięciami izraelsko-arabskimi. Eskalację można było obserwować od 1965 roku, kiedy to Fatah przeprowadził pierwszy atak na izraelskie instalacje, którymi transportowano wodę z Jeziora Galilejskiego na południe kraju. Ponadto w okresie tym nasiliły się izraelsko-syryjskie spory wokół wykorzystywania wody z Jordanu i Jeziora Galilejskiego. Pod koniec 1964 roku Syryjczycy rozpoczęli ostrzał posterunków i gospodarstw izraelskich ze swoich pozycji na Wzgórzach Golan. Doprowadziło to do potyczek granicznych. Nasilające się napięcia doprowadziły Syryjczyków do przekonania o tym, iż Izraelczycy planują zająć Wzgórza Golan. Wobec tego zaczęli wywierać naciski na Egipt i Związek Radziecki w celu otrzymania pomocy. 13 maja wywiad radziecki poinformował Egipcjan, że Izrael przegrupowuje swoje brygady w kierunku granicy z Syrią. 17 maja Egipt postanowił odpowiedzieć dyslokacją ponad 100 tys. żołnierzy na Synaju, wymuszając wycofanie sił ONZ z tego obszaru. 22 maja Egipt ogłosił także zamknięcie Cieśniny Tirańskiej dla Izraelczyków. Państwa arabskie wysyłały swoje kontyngenty na pomoc Syrii i Egiptowi, podczas gdy europejskie mocarstwa nie chciały podjąć mediacji dyplomatycznych. Historiografia podaje różne przyczyny wybuchu wojny. Jedna mówi, iż Izrael, który obawiając się arabskiego ataku i źle interpretując działania Egiptu, podjął decyzję o rozpoczęciu działań uprzedzających i zaatakował Egipt, a potem Syrię. Za inną przyczynę wybuchu wojny podaje się także kulminację napięć w regionie pomiędzy Izraelem i Egiptem. Izraelska wersja z kolei uzasadnia wojnę tym, iż państwa arabskie nie dały innego wyboru Państwu Izrael, jak rozpoczęcie działań wojennych.

## Operacja

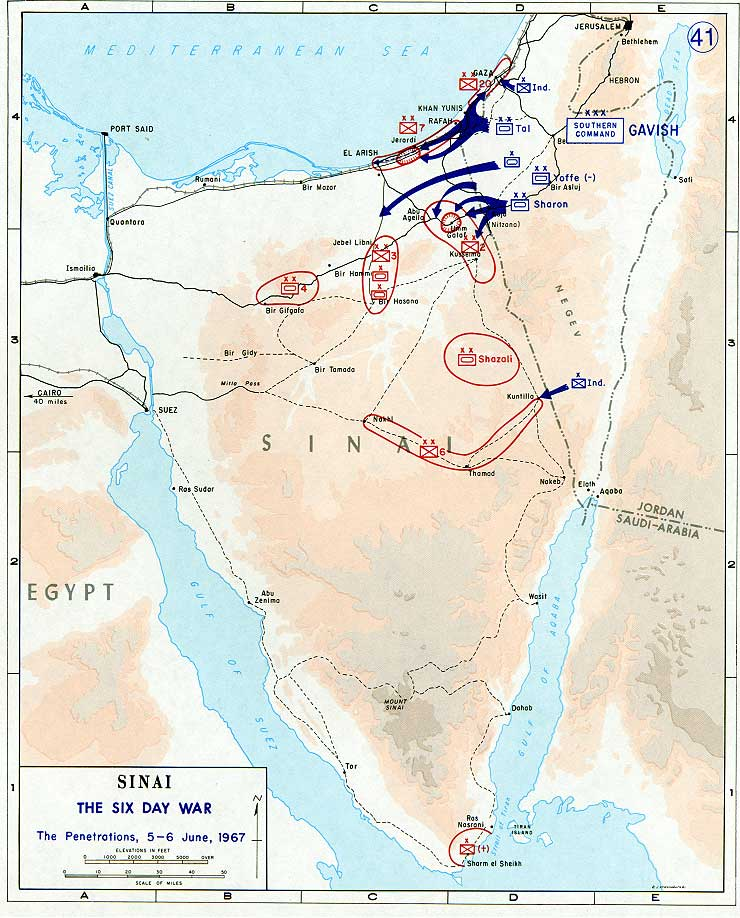
Ruchy izraelskich wojsk w dniach 5–6 czerwca 1967 roku

Izraelscy wojskowi uważali armię egipską za najpoważniejszego przeciwnika. Dlatego atak na siły egipskie był priorytetem dla armii izraelskiej. Izraelczycy zamierzali najpierw osłabić potencjał powietrzny Egipcjan, a później lądowy. Przed rozpoczęciem działań lądowych przeprowadzili operację Moked, która miała unieszkodliwić egipską obronę przeciwlotniczą i siły powietrzne. Zdobycie węzła Rafah miało natomiast kluczowe znaczenie strategiczne dla opanowania jednej z trzech głównych tras wiodących przez Synaj.
O godzinie 08:00, 5 czerwca, oddziały izraelskie rozpoczęły atak lądowy. Przekroczyły granicę z Egiptem w rejonie Nachal Oz i Chan Junus, kierując się na miejscowość Al-Arisz. Na początku przemieszczała się jednostka rozpoznania 7 Brygady Pancernej pułkownika Szemu’ela Gonena, a za nią jednostki inżynieryjne w poszukiwaniu pól minowych. W rejonie Chan Junus przeciwnik ostrzelał pojazdy rozpoznania. 7 batalion pancerny wyposażony w maszyny Patton M48A2C otrzymał rozkaz ataku z prawej flanki, natomiast 82 batalion pancerny połową swoich czołgów Centurion miał przypuścić atak frontalny, zostawiając resztę jako odwód pod dowództwem podpułkownika Barucha Harela. W rejonie Kerem Szalom pozostała brygada piechoty zmotoryzowanej i jednostka rozpoznania 84 Dywizji Pancernej pod dowództwem podpułkownika Jisra’ela Granita w celu zapobieżenia ewentualnemu atakowi odwetowemu. Jednostki palestyńskie widząc nadciągające czołgi poddały się, jednak brak wsparcia piechoty mogącej je wziąć do niewoli sprawił, że powróciły one do walki. Opór ten nie spowolnił natarcia 7 Brygady Pancernej w kierunku węzła komunikacyjnego w Rafah. Natarcie odbywało się wzdłuż linii kolejowej. Egipcjanie pozwolili wejść jednostce rozpoznania kilkanaście metrów w głąb stanowisk w Rafah, po czym otworzyli ogień. Zmusiło to Izraelczyków do rozdzielenia kolumny czołgów na dwie grupy, które miały zaatakować Egipcjan od zachodu oraz frontalne. Jednostki egipskie miały zostać zaskoczone faktem, iż zaatakowano je z czterech kierunków. Kontratak egipskich czołgów T-34-85 zakończył się niepowodzeniem, przynosząc im znaczne straty.

Izraelscy żołnierze w drodze do Rafy

Około godziny 10:00 na zachód od Rafah i obozu ONZ Izraelczycy napotkali silny opór dział przeciwpancernych. W odpowiedzi na to izraelski ogień dalekiego zasięgu zniszczył kilka egipskich T-34-85. Podpułkownik Harel na czele dwóch kompanii Centurionów wykonał manewr oskrzydlający wroga od południa, ostrzeliwując go podczas jazdy. Następnie rozpoczął szybki rajd na zachód, zaskakując Egipcjan. Przedzierając się przez linie wroga i niszcząc jego czołgi, dwie kompanie ruszyły drogą na Rafah. Tracąc jeden czołg, kolumna 17 Centurionów przejechała przez egipskie umocnienia, docierając do przejazdu kolejowo-drogowego w Jeradi. Dzięki całkowitemu zaskoczeniu czołgi izraelskie szybko znalazły się na drodze 20 km od Al-Arisz. O godzinie 15:45 Al-Arisz znajdowało się w zasięgu strzału izraelskich czołgów. W tym samym czasie, gdy kolumna dowodzona przez Harela wychodziła na tyły przeciwnika, pozostała grupa Pattonów podpułkownika Ehuda Elada starła się na pustyni pod Rafah z głównymi siłami egipskimi. W wyniku tych starć, zniszczonych zostało wiele czołgów po obu stronach.
Trzecie ognisko walk wybuchło na południe od Rafah, gdzie 202 Brygada Spadochronowa pułkownika Rafa’ela Ejtana krok po kroku zdobywała okopy przeciwnika, niszcząc kolejne pozycje bojowe. W tym rejonie doszło również do bitwy pancernej, w której Egipcjanie użyli czołgów IS-3M. Jednostki te zadały znaczne straty Izraelczykom. Z pomocą walczącym przyszedł 46 Batalion Pancerny podpułkownika Uri’ego Bar-Ona. Pododdział kapitana Szaloma Gila szarżą pokonał stanowiska Egipcjan, a krótko później w odległości 2 km ujrzał grupę czołgów IS-3, które toczyły walkę z oddziałem Granita. Niezauważone czołgi Gila przypuściły ostrzał, niszcząc 10 maszyn przeciwnika. Pozostałe czołgi egipskie stały się celem izraelskich samolotów Fouga Magister. Gdy zagrożenie ze strony czołgów minęło, spadochroniarze zdobyli pozostałe okopy. Przy wsparciu Pattonów brygada spadochronowa natarła na tyły przeciwnika, opanowując egipski sztab dywizyjny i niszcząc jego kwaterę. Walki trwały też na północ od Rafah, gdzie 7 Brygada Pancerna nacierała na główną strefę umocnień egipskich. Około godziny 15:00 bitwa weszła w kulminacyjną fazę. Kompania Centurionów przebiła się przez wszystkie stanowiska egipskie, dążąc do połączenia się z siłami Harela. W końcu 7 Brygada Piechoty dotarła do Rafah. Gdy bitwa dobiegła końca, Brygada Pancerna rozpoczęła przygotowania do ataku na stanowiska nieprzyjaciela w Jeradi.